# María Teresa Prieto
María Teresa Prieto (1896 - 1982) est une compositrice espagnole qui a vécu et travaillé au Mexique.

## Biographie
María Teresa Prieto nait à Oviedo en 1896 dans une famille asturienne de la classe moyenne. Elle étudie avec le pianiste et compositeur Saturnino del Fresno en Asturies et avec Benito de la Parra au Conservatoire de Madrid.
Elle part chez son frère Carlos à Mexico en 1937 pendant la guerre civile espagnole où elle étudie avec Manuel Ponce et Carlos Chavez. Elle a également étudié avec Darius Milhaud au Mills College d'Oakland, en Californie, en 1946 et 1947.
Elle retourne brièvement en Espagne en 1958 pour recevoir le prix Samuel Ross du Modal Quartet ,.

## Œuvres
La musique de Prieto était souvent basée sur le folklore.
- Asturiana (1942), symphonie
- Sinfonía breve (1945), symphonie
- Sinfonía de la danza prima (1951), symphonie
- Impresión sinfónica (1940), piano et orchestre symphonique
- Palo verde (1967), ballet
- Cuadros de la naturaleza (1965–67), inclut des mouvements de Asturias et de El valle de México

Son travail a été enregistré sur CD : María Teresa Prieto: obra sinfónica (2005 et 2006) Diverdi 